# 5-та танкова дивізія СС «Вікінг»
5-та Танкова Дивізія СС «Вікінг»(нім. 5. SS-Panzerdivision "Wiking") — елітна танкова дивізія у складі військ СС, що існувала у 1940—1945 року роках.

## Формування
У вересні 1940 року Верховним головнокомандувачем збройних сил Німеччини Адольфом Гітлером віддано наказ на формування моторизованої дивізії СС з добровольців в частинах СС з Голландії, Данії, Норвегії та Фінляндії.
9 листопада 1940 року бригадефюрер СС Фелікс Штайнер отримав наказ на формування 5-ї моторизованої дивізії СС «Дойчланд» (Німеччина). Штайнер був військовим ще під час Веймарської республіки (1918—1933), тому мав необхідний вишкіл та величезний військовий та організаційний досвід. Для її формування направлено 3-й моторизований піхотний полк «Дойчланд», а також полки «Вестланд» і «Нордланд». Оскільки назва новоствореної дивізії збігалася з назвою полку «Дойчланд», 21 грудня 1940 року наказом Гітлера змінено назву на «Вікінг». Начальником штабу дивізії призначено штурмбанфюрера СС Екке.
До складу дивізії увійшли:
- Полк «Дойчланд» (штандартенфюрер фон Оберкамп);
- Полк «Вестланд» (штандартенфюрер Векерле);
- Полк «Нордланд» (штандартенфюрер фон Шольц);
- 5-й артилерійський полк (штандартенфюрер Гілле);
- 5-й саперний батальйон (штурмбанфюрер Мюленкамп);
- 5-й розвідувальний батальйон (штурмбанфюрер фон Райценштайн);
- 5-й протитанковий батальйон (штурмбанфюрер Маак);
- 5-й зенітний батальйон (штурмбанфюрер Штофферс);
- 5-й батальйон зв'язку (штурмбанфюрер Кемпер);
- 5-й медичний батальйон (штурмбанфюрер Унбехаун);
- 5-й ремонтний батальйон (гауптштурмфюрер Шпорн).

## Бойові дії

Німецькі солдати дивізії СС «Вікінг» у районі Умані. Серпень 1941

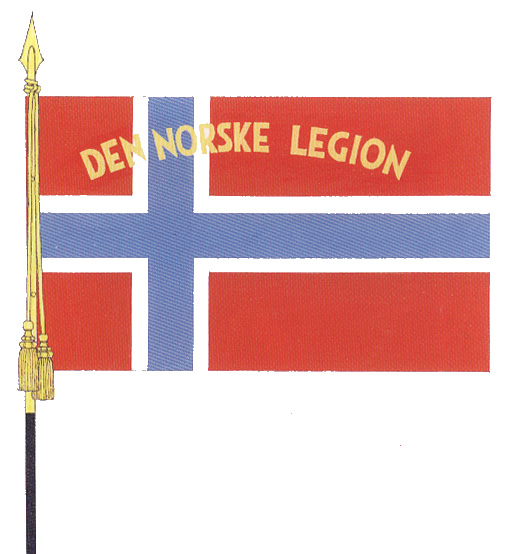
Прапор Норвезького легіону СС

2 червня 1941 року дивізія передислокована в Силезію і увійшла до складу 1-ї танкової групи (командувач — генерал-полковник Евальд фон Кляйст). На початковому етапі Німецько-радянської війни дивізія безпосередньо підпорядковувалась командиру 14-го моторизованого корпусу генералу піхоти фон Вітершайму. У складі 1-ї танкової групи дивізія наступала на Тернопіль, далі — на Проскурів. Брала участь в битві під Уманню, де захищала північний фланг 1-ї танкової групи. Рухаючись далі через Смілу, Корсунь, Дніпродзержинськ вийшла на Дніпропетровськ. Після форсування Дніпра брала участь в оточенні радянських військ в районі Мелітополя. Компанію 1941 року дивізія закінчила зайняттям позицій по річці Міус. У цей час в штабі дивізії стались кадрові зміни. Місце загиблого начальника штабу Екке зайняв гауптфтурмфюрер Райхель. Пройшли зміни і в керівництві частин дивізії.
На початку січня 1942 року до складу дивізії включено батальйон штурмових гармат (командир — оберштурмфюрер Ланге).
21 березня 1942 року дивізія була відправлена в Німеччину для відпочинку та переозброєння. У цей час дивізія отримала 5-й танковий батальйон СС (командир — штурмбанфюрер Рудольф Мюленкамп).

## Українці в дивізії «Вікінг» (липень— листопад 1944 року)
Після втрат у попередніх боях Дивізія СС «Вікінґ» потребувала поповнення. У липні 1944 року до неї прибув полк в складі 2-х батальйонів (бл. 1500 солдатів) добровольців до української дивізії «Галичина». У Модлінському вишкільному таборі українці разом із голландськими, шведськими, данськими, польськими, російськими і балтійськими добровольцями проходили військову підготовку і увійшли до складу батальйонів дивізії «Вікінґ»: переважно панцерґренадирських полків «Germania» і «Westland». Більшість українських вояків опинилася в піхоті, а деякі — в артилерійських, протипанцерних, зв'язкових та допоміжних частинах.
Українським добровольцям довелося вести тяжкі бої в районі Модлін-Леґіоново, там вони втратили близько 200 чоловік загиблими і пораненими. У листопаді 1944 року загартовані в боях українські вояки повернулися до дивізії «Галичина», яка знаходилася тоді в стані переформування після тяжких боїв під Бродами.
4 листопада 1944 року командир Дивізії «Вікінґ», Штандартенфюрер СС Ульріх видав окремий наказ-подяку до українських добровольців:

| Вояки-Добровольці проти большевиків! Три тижні важких боїв вже позаду. Ви сумлінно сповнили свій обов'язок, утримуючи фронт перед багато переважаючими ворожими силами. Щойно Райхсфюрер СС видав наказ про ваше одлучення від Дивізії "Вікінґ" і повернення до Галицької СС-Добровольчої Дивізії. Я дякую вам за вашу посвяту й рішучість у протибольшевицькій боротьбі і бажаю вояцького щастя у Дивізії "Галичина" до остаточної перемоги над нашим відвічним ворогом - Большевизмом. Підпис: Ульріх Штандартенфюрер СС Командир Дивізії |

### Капелани дивізії
- О. Юліян Габрусевич (далі служив у 14-й гренадерській дивізії Вафен СС «Галичина»)[2]

## Командири дивізії
- Группенфюрер СС та Генерал-лейтенант Ваффен-СС Фелікс Штайнер (1 грудня 1940 року — 1 травня 1943 року)
- Группенфюрер СС та Генерал-лейтенант Ваффен-СС Герберт Отто Гілле (1 травня 1943 року — 6 серпня 1944 року)
- Штандартенфюрер СС Едуард Дайзенгофер (6 серпня — 12 серпня 1944 року)
- Штандартенфюрер СС Йоханнес-Рудольф Мюленкамп (12 серпня року — 9 жовтня 1944 року)
- Оберфюрер СС Карл Улльріх (9 жовтня 1944 року — 5 травня 1945 року)

## Склад дивізії
- 5-й Танковий Полк СС
- 9-й Панцергренадерський Полк СС «Германія»
- 10-й Панцергренадерський Полк СС «Вестланд»
- 5-й Самохідний Артилерійський Полк СС
- 5-й Самохідний Розвідувальний Батальйон СС
- 5-й Батальйон Штурмових гармат СС
- 5-й Протитанковий Батальйон СС
- 5-й Зенітний Батальйон СС
- 5-й Саперний Батальйон СС
- 5-й Самохідний Батальйон зв'язку СС
- 5-й Самохідний Ремонтний Батальйон СС
- 5-й Санітарний Батальйон СС
- 5-й Батальйон Постачання СС

## НагородженіЛицарським хрестом Залізного хреста
За час існування дивізії 55 осіб її особового складу були нагороджені Лицарським хрестом (третій результат у військах СС після 1-ї танкової дивізії Лейбштандарте-СС «Адольф Гітлер» і 2-ї танкової дивізії СС «Дас Райх»).

### Лицарський Хрест Залізного хреста (54)
- Гельмут Пфертнер — 18 січня 1942 року — унтерштурмфюрер СС, командир взводу 2-ї роти полку СС «Дойчланд»
- Фріц фон Шольц — 18 січня 1942 року — оберфюрер СС, командир полку СС «Нордланд»
- Карл Шламельхер — 1 березня 1942 року — гауптштурмфюрер СС, командир 3-го дивізіону 5-го артилерійського полку СС
- Август Дікман — 23 квітня 1942 року — штурмбаннфюрер СС, командир 1-го батальйону 9-го полку СС «Дойчланд»
- Йоханнес Мюленкамп — 3 вересня 1942 року — штурмбаннфюрер СС, командир 5-го танкового батальйону СС
- Ганс Дорр — 27 вересня 1942 року — гауптштурмфюрер СС, командир 4-ї роти 9-го полку СС «Дойчланд»
- Герберт Отто Гілле — 8 жовтня 1942 року — оберфюрер СС, командир 5-го артилерійського полку СС
- Гаррі Полевач — 23 грудня 1942 року — штурмбанфюрер СС, командир 3-го батальйону полку СС «Нордланд»
- Маркус Фаульхабером — 25 грудня 1942 року — оберштурмфюрер СС, командир 3-ї роти полку СС «Дойчланд»
- Гуго Айхгорн — 15 січня 1943 року — гауптштурмфюрер СС, офіцер штабу саперного батальйону дивізії СС «Вікінг»
- Макс Шефер — 12 лютого 1943 року — оберштурмбанфюрер СС, командир саперного батальйону дивізії СС «Вікінг»
- Ервін Райхель — 28 лютого 1943 року — штурмбанфюрер СС, командир 10-го полку СС «Вестланд»
- Віллі Есслінгер — 19 червня 1943 року — гауптшарфюрер СС, командир взводу 3-ї роти протитанкового батальйону дивізії СС «Вікінг»
- Юрґен Вагнер — 24 липня 1943 року — оберфюрер СС, командир 9-го полку СС «Дойчланд»
- Вальтер Шмідт — 4 серпня 1943 року — гауптштурмфюрер СС, командир 3-го батальйону 10-го полку СС «Вестланд»
- Альберт Мюллер — 4 серпня 1943 року — гауптшарфюрер СС, командир протитанкового взводу 4-ї роти 10-го полку СС «Вестланд»
- Георг Ебергардт — 4 серпня 1943 року — штурмбанфюрер СС, командир естонського добровольчого батальйону СС «Нарва»
- Гельмут Бауер — 12 вересня 1943 року — обершарфюрер СС, командир взводу 3-ї роти 5-го танкового полку СС
- Ганс Юхем — 12 вересня 1943 року — гауптштурмфюрер СС, командир 2-го батальйону 9-го полку СС «Дойчланд»
- Гюнтер Зіттер — 13 вересня 1943 року — гауптштурмфюрер СС, командир 2-го батальйону 10-го полку СС «Вестланд»
- Ганс Дрексель — 14 жовтня 1943 року — оберштурмфюрер СС, заступник командира 2-го батальйону 10-го полку СС «Вестланд»
- Пауль Трабандт — 14 жовтня 1943 року — гауптшарфюрер СС, командир взводу 2-ї роти протитанкового батальйону дивізії СС «Вікінг»
- Бруно Гінц — 2 грудня 1943 року — унтерштурмфюрер СС, командир 2-ї роти 10-го полку СС «Вестланд»
- Густав Шрайбер — 2 грудня 1943 року — гауптшарфюрер СС, командир 7-ї роти 9-го полку СС «Дойчланд»
- Леон Дегрель — 20 лютого 1944 року — гауптштурмфюрер, командир штурмової бригади «Валлонія»
- Йоахім Ріхтер — 23 лютого 1944 року — оберштурмбанфюрер СС, командир 5-го артилерійського полку СС
- Манфред Шенфельдер — 23 лютого 1944 року — оберштурмбанфюрер СС, начальник оперативного відділу штабу дивізії СС «Вікінг»
- Фріц Ерат — 23 лютого 1944 року — оберштурмбанфюрер СС, командир 9-го полку СС «Дойчланд»
- Карл Ніколуссі-Лек — 9 квітня 1944 року — оберштурмфюрер СС, командир 8-ї роти 5-го танкового полку СС
- Курт Шумахер — 4 травня 1944 року — унтерштурмфюрер СС, командир 3-ї роти 5-го танкового полку СС
- Віллі Гайн — 4 травня 1944 року — оберштурмфюрер СС, командир 2-ї роти 5-го танкового полку СС
- Отто Шнайдер — 4 травня 1944 року — оберштурмфюрер СС, командир 7-ї роти 5-го танкового полку СС
- Гергард Фішер — 4 травня 1944 року — унтершарфюрер СС, і. о. командира взводу 3-ї роти протитанкового батальйону дивізії СС «Вікінг»
- Генріх Дебус — 4 травня 1944 року — оберштурмфюрер СС, заступник командира 5-го танкового розвідувального батальйону дивізії СС «Вікінг»
- Франц Гак — 14 травня 1944 року — штурмбанфюрер СС, командир 3-го батальйону 9-го полку СС «Дойчланд»
- Вернер Меєр — 4 червня 1944 року — оберштурмфюрер СС, командир 1-ї роти 9-го полку СС «Дойчланд»
- Фріц Бігі — 16 червня 1944 року — обершарфюрер СС, командир взводу 5-ї роти 9-го полку СС «Дойчланд»
- Альфред Гроссрок — 12 серпня 1944 року — унтерштурмфюрер СС, командир взводу 6-ї роти 5-го танкового полку СС
- Гайнц Мурр — 21 вересня 1944 року — гауптштурмфюрер СС, командир 3-го батальйону 9-го полку СС «Дойчланд»
- Гуго Руф — 16 жовтня 1944 року — обершарфюрер СС, командир взводу 3-ї роти 5-го танкового полку СС
- Егон Франц — 16 жовтня 1944 року — унтершарфюрер СС, командир взводу 3-ї роти 9-го полку СС «Дойчланд»
- Ганс Флюгель — 16 жовтня 1944 року — гауптштурмфюрер СС, командир 2-го батальйону 5-го танкового полку СС
- Алоїз Шнаубельт — 16 листопада 1944 року — унтершарфюрер СС, командир гармати 3-ї роти зенітного батальйону дивізії СС «Вікінг»
- Ебергард Гедер — 18 листопада 1944 року — гауптштурмфюрер СС, командир саперного батальйону дивізії СС «Вікінг»
- Пауль Зенгас — 11 грудня 1944 року — оберштурмфюрер СС, командир 1-ї роти 5-го танкового полку СС
- Гергард Лоце — 1 лютого 1945 року — оберштурмфюрер СС, командир 5-ї роти 10-го полку СС «Вестланд»
- Зерен Кам — 7 лютого 1945 року — унтерштурмфюрер СС, командир 1-ї роти 9-го полку СС «Дойчланд»
- Фріц Даргес — 5 квітня 1945 року — оберштурмбанфюрер СС, командир 5-го танкового полку СС
- Ганс Зігмунд — 5 квітня 1945 року — обершарфюрер СС, командир взводу 11-ї роти 9-го полку СС «Дойчланд»
- Йозеф Штирії — 5 квітня 1945 року — гауптшарфюрер СС, командир взводу 10-ї роти 9-го полку СС «Дойчланд»
- Карл Пікус — 17 квітня 1945 року — оберштурмфюрер СС 5-го танкового полку СС
- Йозеф Драксенбергер — 17 квітня 1945 року — гауптшарфюрер СС, командир саперного взводу штабної роти 5-го танкового полку СС (нагородження не підтверджено)
- Карл-Гайнц Бюлер — 6 травня 1945 року — оберштурмбанфюрер СС, командир 9-го полку СС «Дойчланд» (нагородження не підтверджено)
- Карл-Гайнц Ліхт — 6 травня 1945 року — гауптштурмфюрер СС, командир 5-ї роти 5-го танкового полку СС (нагородження не підтверджено)

### Лицарський хрест Залізного хреста з Дубовим листям (7)
- Фелікс Штайнер — Группенфюрер СС та Генерал-лейтенант Ваффен-СС, командир панцергренадерської дивізії СС «Вікінг» (23 грудня 1942 року)
- Август Дікманн — Штурмбаннфюрер СС, командир 1-го батальйону панцергренадерського полку СС «Германія» (16 квітня 1943 року)
- Герберт Отто Гілле — Бригадефюрер СС та Генерал-майор Ваффен-СС, командир панцергренадерської дивізії СС «Вікінг» (1 листопада 1943 року)
- Ганс Дорр — Гауптштурмфюрер СС, командир 1-го батальйону панцергренадерського полку СС «Германія» (13 листопада 1943 року)
- Вальтер Шмідт — Гауптштурмфюрер СС, командир 2-го батальйону 10-го панцергренадерського полку СС «Вестланд» (14 травня 1944 року)
- Йоханнес-Рудольф Мюленкамп — Штандартенфюрер СС, командир 5-ї танкової дивізії СС «Вікінг» (21 вересня 1944 року)
- Франц Гак — Оберштурмбаннфюрер СС, командир 10-го панцергренадерського полку СС «Вестланд» (18 квітня 1945 року)

### Лицарський хрест Залізного хреста з Дубовим листям і Мечами (3)
- Август Дікманн — Оберштурмбаннфюрер СС, командир 10-го панцергренадерського полку СС «Вестланд» (10 жовтня 1943 року)
- Герберт Отто Гілле — Группенфюрер СС та Генерал-лейтенант Ваффен-СС, командир 5-ї танкової дивізії СС «Вікінг» (20 лютого 1944 року)
- Ганс Дорр — Штурмбаннфюрер СС, командир 9-го панцергренадерського полку СС «Германія» (9 липня 1944 року)

### Лицарський хрест Залізного хреста з Дубовим листям, Мечами і Діамантами (1)
- Герберт Отто Гілле — Группенфюрер СС та Генерал-лейтенант Ваффен-СС, командир 5-ї танкової дивізії СС «Вікінг» (19 квітня 1944 року)